# Philippine Airlines
Philippine Airlines är ett filippinskt flygbolag med huvudkontor på PNB Financial Centre i Pasay, Metro Manila. Flygbolaget grundades 1941 och är det första och äldsta kommersiella flygbolaget i Asien som drivs under sitt ursprungliga namn. Från sina nav på Ninoy Aquino International Airport i Manila, Clark International Airport i Angeles City, Mactan-Cebu International Airport i Cebu och Francisco Bangoy International Airport i Davao, erbjuder Philippine Airlines 31 destinationer i Filippinerna och 41 destinationer i Sydostasien, Östasien, Mellanöstern, Oceanien, Nordamerika och Europa.

## Flotta
Flottan består av Wide body-flygplan och Narrow body-flygplan av fem olika modeller (exklusive PAL Express-flottan): Airbus A320, Airbus A321neo, Airbus A330, Airbus A350 och Boeing 777. Från och med den 21 oktober 2018 fanns det 67 registrerade flygplan i Philippine Airlines-flottan.

### Nuvarande flotta
| Flygplan         | I tjänst | Order | Passagerare | Passagerare | Passagerare | Passagerare | Anteckningar |  |
| Flygplan         | I tjänst | Order | J           | S           | Y           | Total       | Anteckningar |  |
| ---------------- | -------- | ----- | ----------- | ----------- | ----------- | ----------- | --- |  |
| Airbus A320-200  | 10       | —     | 12          | —           | 144         | 156         | Utfasade eller överförda till PAL Express och ersatta med Airbus A321neo.                                                            |  |
| Airbus A321-200  | 24       | —     | 12          | 18          | 169         | 199         | |  |
| Airbus A321neo   | 6        | —     | 12          | —           | 156         | 168         | Leveranserna började 31 maj 2018. |  |
| Airbus A321neo   | —        | 15    | TBA         | TBA         | TBA         | TBA         | Leveranserna planeras börja 2019.[uppföljning saknas] Utrustade med layouten Airbus Cabin-Flex (ACF). Planeras att ersätta A320-200. |  |
| Airbus A330-300  | 15       | —     | 18          | 27          | 323         | 368         | |  |
| Airbus A330-300  | 15       | —     | 18          | 24          | 267         | 309         | |  |
| Airbus A350-900  | 5        | 1     | 30          | 24          | 241         | 295         | Leveranserna påbörjades 14 juli 2018. Bolaget har option på sex Airbus A350-900 / Airbus A350-1000.                                  |  |
| Boeing 777-300ER | 10       | —     | 42          | —           | 328         | 370         | |  |
| Total            | 70       | 16    |             |             |             |             | |  |

### Tidigare flotta
| Flygplan                   | Total | År introducerad | År pensionerad | Ersättning              | Anteckningar                                                                   | Referenser           |
| -------------------------- | ----- | --------------- | -------------- | ----------------------- | ------------------------------------------------------------------------------ | -------------------- |
| Airbus A300B4              | 14    | 1979            | 2001           | Airbus A330-300         |                                                                                | [ 13 ]               |
| Airbus A319-100            | 4     | 2006            | 2014           | Airbus A320-200         |                                                                                | [ 14 ]               |
| Airbus A340-200            | 4     | 1996            | 1999           | Ingen                   | Hyrd från AFS. Flygplan är från Cathay Pacific                                 | [ 15 ] [ 16 ] [ 17 ] |
| Airbus A340-300            | 4     | 1996            | 1997           | Ingen                   | Hyrd från Gulf Air                                                             | [ 15 ] [ 16 ] [ 17 ] |
| Airbus A340-300            | 4     | 1997            | 2014           | Ingen                   |                                                                                | [ 15 ] [ 16 ] [ 17 ] |
| Airbus A340-300            | 6     | 2013            | 2018           | Airbus A350-900         | Tidigare Iberia-flygplan. Senaste A340-300-operatören i Asien. En i vänteläge. | [ 15 ] [ 16 ] [ 17 ] |
| BAC One-Eleven 400         | 4     | 1966            | 1971           | BAC One-Eleven 500      |                                                                                | [ 15 ] [ 16 ] [ 17 ] |
| BAC One-Eleven 500         | 13    | 1971            | 1992           | Boeing 737 Classic      |                                                                                |                      |
| Boeing 727-100             | 2     | 1981            | 1984           | Boeing 737 Classic      |                                                                                |                      |
| Boeing 737-300             | 17    | 1989            | 2008           | Airbus A320-200         |                                                                                | [ 18 ]               |
| Boeing 737-400             | 3     | 2000            | 2007           | Airbus A320-200         |                                                                                | [ 18 ]               |
| Boeing 747-200B            | 17    | 1979            | 2000           | Boeing 747-400          | EI-BWF skadades en gång vid en incident.                                       | [ 19 ]               |
| Boeing 747-400             | 4     | 1993            | 2014           | Boeing 777-300ER        |                                                                                | [ 19 ]               |
| Boeing 747-400M            | 1     | 1996            | 2014           | Boeing 777-300ER        | Levereras den avbeställda ordern på Kuwait Airways 747-400M.                   | [ 19 ]               |
| Douglas DC-3               | 14    | 1946            | 1978           | Okänd                   |                                                                                |                      |
| Douglas DC-8               | 16    | 1962            | 1979           | Airbus A300             |                                                                                |                      |
| Fokker 50                  | 11    | 1988            | 1999           | Airbus A320-200         |                                                                                |                      |
| McDonnell Douglas DC-10-30 | 7     | 1974            | 1996           | McDonnell Douglas MD-11 |                                                                                | [ 20 ]               |
| McDonnell Douglas MD-11CF  | 2     | 1996            | 1998           | Ingen                   | Hyrd från World Airways.                                                       | [ 21 ]               |
| McDonnell Douglas MD-11ER  | 2     | 1996            | 1998           | Ingen                   | Hyrd från World Airways.                                                       | [ 21 ]               |